# 991 v.Chr.
Het jaar 991 v.Chr. is een jaartal volgens de christelijke jaartelling.

## Gebeurtenissen
- Mogelijk begin van de regeerperiode van Amenemope, farao van Egypte.